# Ulysses (Kansas)
Pour les articles homonymes, voir Ulysse (homonymie).
La ville de Ulysses est le siège du comté de Grant, dans l'État américain du Kansas. Sa population était de 6 161 habitants lors du recensement de 2010. Elle fut ainsi nommée en l'honneur de Ulysses S. Grant, en 1888.